# Czerwony Grzbiet

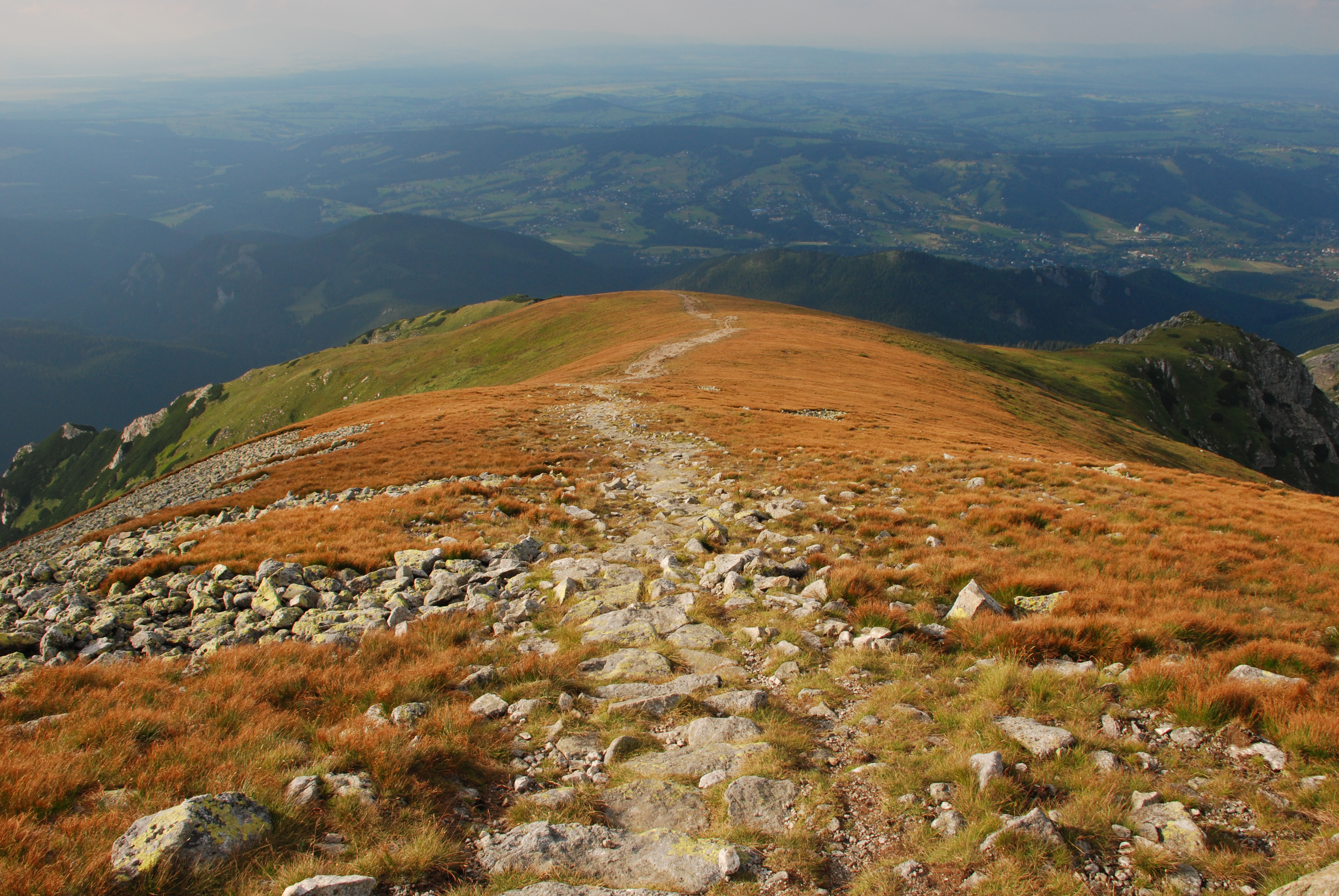
Widok na Czerwony Grzbiet z Małołączniaka

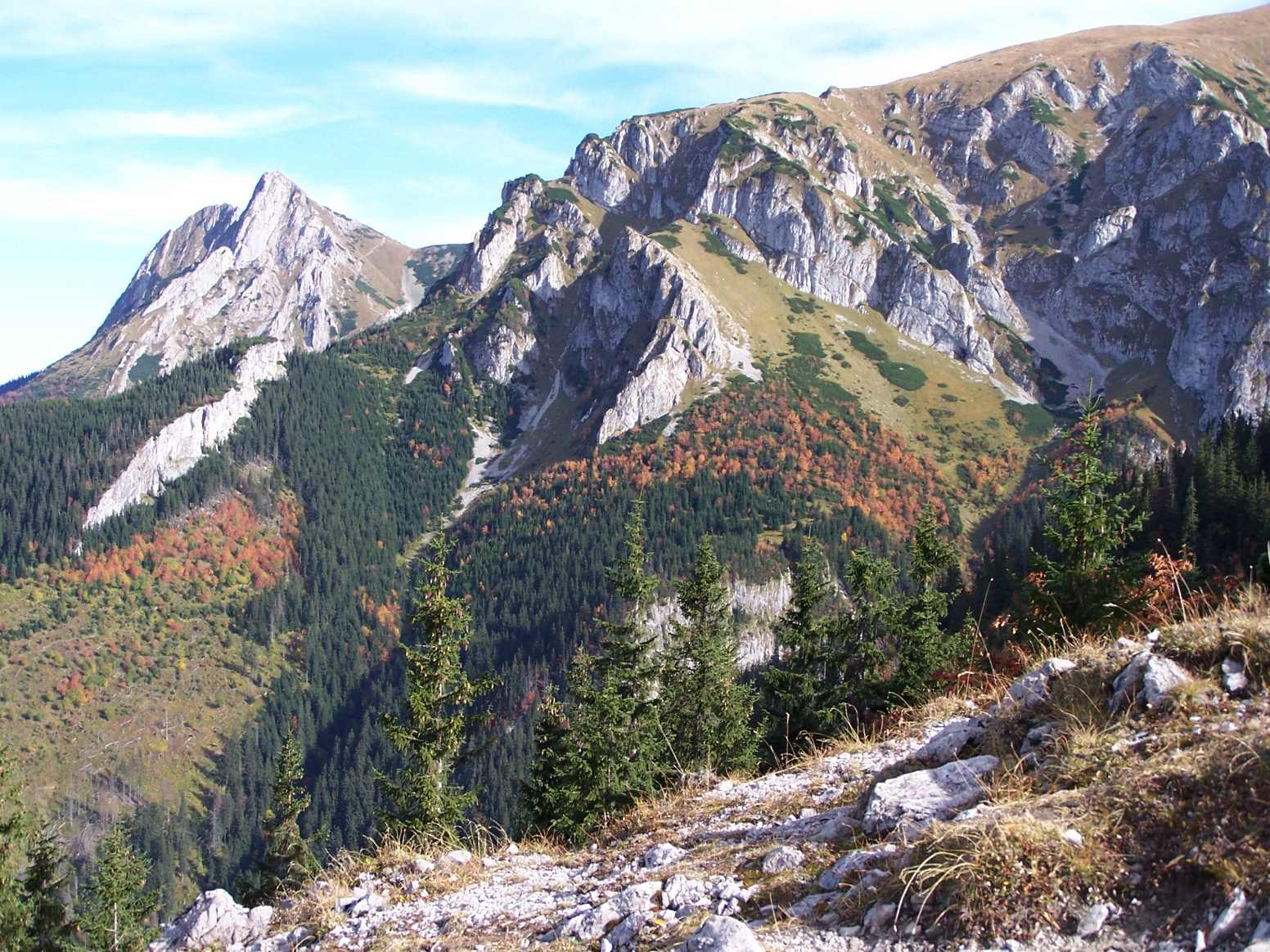
Widok na Czerwony Grzbiet z Hali Upłaz. W głębi, z lewej – Giewont

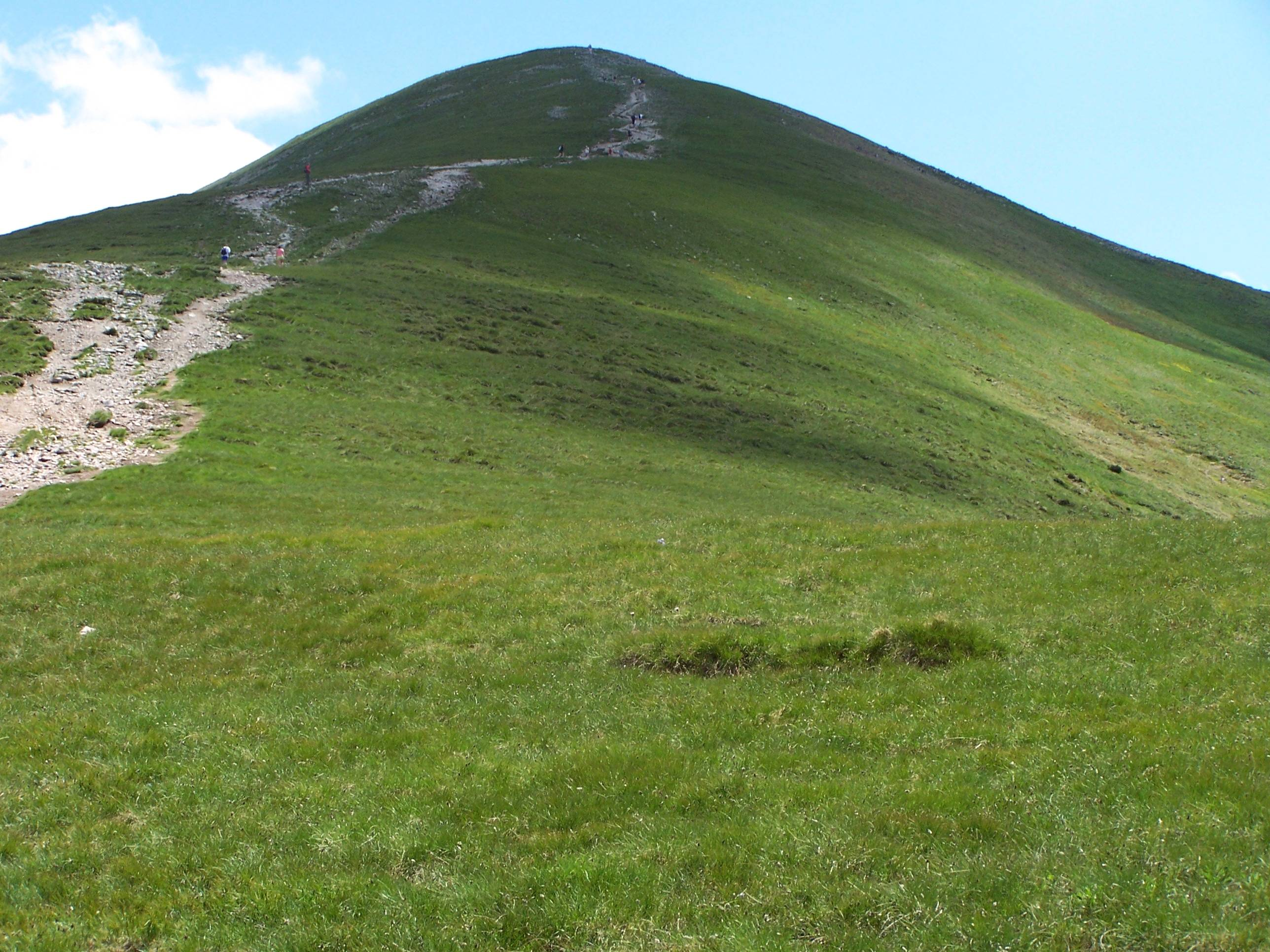
Czerwony Grzbiet Małołączniaka

Czerwony Grzbiet – górny odcinek północno-zachodniej grani Małołączniaka w Tatrach Zachodnich. Odchodzi od szczytu Małołączniaka (2096 m) i opada w kierunku północno-zachodnim po Kobylarzowe Siodełko (ok. 1820 m). Nazwa grzbietu pochodzi od nazwy Czerwony Wierch (tak dawniej górale nazywali Małołączniaka). Wschodnie stoki Czerwonego Wierchu opadają do Wyżniej i Niżniej Świstówki Małołąckiej (górne piętra Doliny Małej Łąki), kończąc się imponującym urwiskiem Wielkiej Turni. Stoki zachodnie opadają do Doliny Litworowej (górne piętro Doliny Miętusiej). Powyżej Kobylarzowego Siodełka stoki te obrywają się urwiskiem Litworowego Grzbietu do Kobylarzowego Żlebu.
Partie wierzchołkowe Czerwonego Grzbietu są stosunkowo płaskie, natomiast stoki podcięte są stromymi urwiskami, co było przyczyną kilku śmiertelnych wypadków wśród turystów z powodu zabłądzenia. Pomyłka (możliwa przy złej widoczności, np. podczas mgły) następowała przy Kobylarzowym Siodełku, turyści zamiast skręcić do Kobylarzowego Żlebu szli dalej granią.
Dolna część grzbietu zbudowana jest z wapieni i dolomitów, ale już od wysokości 1840 m w górę grzbiet pokryty jest czapą skał krystalicznych, należącą do płaszczowiny Czerwonych Wierchów.
Grzbiet jest porośnięty murawą. Licznie występujące tu kępy situ skucina o czerwieniejących pędach nadają grzbietowi czerwone zabarwienie (często już w połowie lata). W murawie licznie zakwitają gatunki granitolubnej roślinności alpejskiej: omieg kozłowiec, sasanka alpejska, lilijka alpejska i in. M.in. stwierdzono tutaj występowanie babki górskiej – bardzo rzadkiej rośliny, w Polsce występującej tylko w Tatrach i to w nielicznych tylko miejscach. Imponujące widoki na bliski stąd Giewont.
Czerwony Grzbiet był dawniej wypasany. Jego zachodnie stoki to Litworowy Upłaz i należały do Hali Upłaz, zaś wschodnie to Czerwony Upłaz i należały do Hali Mała Łąka. Na wysokości około 1870 m, zaraz na granicy skał wapiennych i krystalicznych znajduje się w Czerwonym Upłazie Ratuszowe Źródło, z którego woda wpływa do otworu jaskini Awen w Ratuszu. Oprócz tej jaskini w Czerwonym Grzbiecie znajduje się kilkanaście innych jaskiń, m.in. Meander w Małołąckim Siodle, Jaskinia Wyżnia Litworowa, Czerwona Studzienka, Szara Studnia, Jaskinia w Kobylarzowym Żlebie, Studnia na Szlaku, Niebieska Studnia i duża jaskinia Zośka – Zagonna Studnia.

## Szlaki turystyczne
– niebieski szlak turystyczny z wylotu Doliny Małej Łąki przez Przysłop Miętusi i Kobylarz na Małołączniak (tzw. hawiarska droga – dawniej zwożono nią rudę żelaza ze sztolni na wschodnich zboczach Doliny Miętusiej). Początkowo podejście nim jest bardzo łagodne, potem na wprost Wielkiej Świstówki szlak prowadzi przez głęboki i stromy Kobylarzowy Żleb i wyprowadza na Czerwony Grzbiet. Czas przejścia: 4 h, ↓ 3 h.